# سیارک ۳۱۸۷۲
سیارک ۳۱۸۷۲ (به انگلیسی: 31872 Terkan، نامگذاری:2000EL106) سی و یک هزار و هشتصد و هفتاد و دومین سیارک کشف شده‌است که در ۱۳ مارس ۲۰۰۰ کشف شد.